# Kalanchoe chevalieri
Kalanchoe chevalieri ist eine Pflanzenart der Gattung Kalanchoe in der Familie der Dickblattgewächse (Crassulaceae).

## Beschreibung

### Vegetative Merkmale
Kalanchoe chevalieri ist vermutlich eine ausdauernde Pflanze, die Wuchshöhen von bis zu 50 Zentimeter und mehr erreicht. Die Laubblätter sind gestielt. Der stielrunde, etwa 4 Zentimeter lange Blattstiel ist zur Basis verbreitert und stängelumfassend. Die eiförmig-längliche bis linealische-lanzettliche Blattspreite ist 8 bis 10 Zentimeter lang und 0,7 bis 5 Zentimeter breit. Ihre Spitze ist stumpf und spitz zulaufend, die Basis gestutzt bis plötzlich verschmälert. Der Blattrand ist gezähnt-gekerbt.

### Generative Merkmale
Der ebensträußige Blütenstand ist etwa 5 Zentimeter breit. Die aufrechten, orangefarbenen Blüten stehen an 4 bis 5 Millimeter langen Blütenstielen. Ihre Kelchblätter sind fast nicht miteinander verwachsen. Die eiförmig-lanzettlichen, zugespitzten Kelchzipfel sind etwa 5 Millimeter lang und 2 Millimeter breit. Die an ihrer Basis erweitert Kronröhre ist vierkantig und 12 bis 14 Millimeter lang. Ihre lanzettlichen, zugespitzten Kronzipfel weisen eine Länge von etwa 6 Millimeter auf und sind 3 Millimeter breit. Die Staubblätter sind oberhalb der Mitte der Kronröhre angeheftet und ragen aus der Blüte heraus. Die sitzenden, länglichen Staubbeutel sind etwa 1,3 Millimeter lang. Die linealisch-fadenförmigen Nektarschüppchen weisen eine Länge von etwa 4 Millimeter auf. Das längliche Fruchtblatt weist eine Länge von etwa 6 bis 7 Millimeter auf. Der Griffel ist etwa 3 Millimeter lang.

## Systematik und Verbreitung
Kalanchoe chevalieri ist in Vietnam in der Region Annam verbreitet. 
Die Erstbeschreibung durch François Gagnepain wurde 1916 veröffentlicht.

## Nachweise